# Brouk Pytlík (opera)
Brouk Pytlík je celovečerní dětská opera – podle označení autora „opera buffa pro malé i velké“ – českého skladatele Evžena Zámečníka. Libreto napsal Rudolf Žák podle populární dětské knížky Ondřeje Sekory: Trampoty brouka Pytlíka. Společně s předchozí Zámečníkovou operou Ferda Mravenec tvoří Brouk Pytlík volný cyklus. Opera vznikla v letech 1981–1982 a měla premiéru v Praze v roce 1988.

## Vznik, historie a charakteristika opery
Po velmi úspěšném uvedení Zámečníkovy opery Ferda Mravenec v Brně roku 1977 získal skladatel objednávku na dětskou operu na výzvu Českého hudebního fondu vyhlášenou ke 100. výročí otevření Národního divadla v Praze (k této příležitosti vznikla i řada jiných oper). Zámečník opustil v květnu 1981 zaměstnání u Státní filharmonie Brno a působil od té doby jako skladatel na volné noze; do roku 1982 se věnoval především kompozici Brouka Pytlíka. Dílo tedy bylo dokončeno včas, na scéně Národního divadla – respektive na jeho pobočné scéně ve Smetanově divadle – se opera objevila poprvé až 8. dubna 1988. Hudebním nastudováním byl tehdy pověřen brněnský dirigent Jan Štych, který se podílel již na úspěchu Ferdy Mravence, režii měl Miroslav Nekvasil a scénu a kostýmy vytvořili Vladimír Landa a Helena Anýžová. Opera dosáhla v Národním divadle 37 repríz, poslední se konala 2. dubna 1991. O rok později uvedlo Zámečníkovu operu i jeho domovské brněnské divadlo, v režii Luboše Ogouna a v hudebním nastudování Tibora Vargy se stejnou scénou a kostýmy. Mezi premiérou (14. února 1992) a derniérou (28. září 1994) se odehrálo sedmnáct představení. Přestože počty repríz nedosahovaly čísel u Ferdy Mravence, jde o čísla na soudobou operu vysoká.
Libreto pro Zámečníka poměrně věrně podle Sekorovy předlohy zpracoval, stejně jako u Ferdy Mravence, Rudolf Žák, a to přestože byl v době vzniku opery pro režim nežádoucí osobou; musel opustit divadlo a pracovat v dělnických povoláních. Větší důraz oproti předloze je kladen na Pytlíkovu hudbymilovnost. Ještě více než v případě Ferdy Mravence je pro Brouka Pytlíka charakteristický rychlý spád děje, velká různorodost scén a bohaté jevištní dění, se značným zapojením baletu a zpívajících či tančících dětských představitelů. Hudbu, slovo a pohyb se autor snažil uvést do co největší vyváženosti a souladu. K charakteristice jednotlivých postav využil Zámečník možností orchestru a jednotlivých nástrojů, přičemž titulnímu hrdinovi bylo přiřazeno eufonium, zdůrazňující jeho nemotornost. Opera je psána s ohledem na dětského diváka, tedy se snahou o hudební srozumitelnost, i když s využitím moderních skladebných postupů – ty se prosazují i více než ve Ferdovi Mravenci, naopak tradičních forem je v Brouku Pytlíkovi méně. Celkově lze operu zařadit k hudebnímu neoklasicismu. Helena Havlíková ji označuje za „rozesmátou buffu s typicky českým koloritem“.
Opera trvá asi 120 minut.
V roce 1989 pořídila Československá televize zkrácený televizní záznam inscenace opery ze Smetanova divadla.

## Osoby a obsazení
| osoba | hlasový obor         | pražská inscenace                                        | brněnská inscenace                                      |
| --- | -------------------- | -------------------------------------------------------- | ------------------------------------------------------- |
| Brouk Pytlík | basbaryton           | Zdeněk Harvánek / Bohuslav Maršík                        | Jan Hladík / Milan Horský                               |
| Potemník | bas                  | Karel Petr / Jaroslav Horáček                            | Josef Klán / Jiří Sulženko                              |
| Chroust | tenor                | Bohumil Černý / Alfréd Hampel                            | Zdeněk Šmukař / Milan Voldřich                          |
| Krtonožka | alt                  | Agia Formánková / Eva Zikmundová                         | Jana Iskrová / Hana Kobzová                             |
| Splešťule blátivá | alt                  | Ivana Mixová / Libuše Márová                             | Anna Barová / Jitka Pavlová                             |
| Martička, dcera kobylky | dětský soprán        | Dita Hořínková / Lada Sukupová                           | Zdeňka Balášová / Linda Kyzlinková                      |
| Pavouk | tenor                | Milan Karpíšek / Miroslav Frydlewicz                     | Jiří Olejníček / Josef Škrobánek                        |
| Pavoučice, jeho žena | soprán               | Helena Tattermuschová / Marta Boháčová                   | Jaroslava Janská / Daniela Opravilová / Markéta Ungrová |
| Tesařík otec | bas                  | Karel Hanuš / Pavel Horáček                              | Vladimír Chmelo / Aleš Šťáva                            |
| Tesařík syn | tenor                | Alfréd Hampel / Jiří Cée                                 | Michael Böhm / Josef Veverka                            |
| Smrtihlav | basbaryton           | –                                                        | –                                                       |
| Toníček | dětský soprán        | Jan Hanzlík / Jan Odstrčil / Jan Čižinský                | …                                                       |
| Královna včel | alt                  | Anna Bortlová / Marta Cihelníková                        | Daniela Suryová / Irena Pollini                         |
| První včela | soprán               | Yvona Koutníková / Jarmila Holubová                      | Anna Hencová /Kateřina Chromčáková                      |
| Druhá včela | soprán               | Martina Podéšťová / Ludmila Šimáňová / Oldřiška Musilová | Jana Böhmová / Zuzana Kantorová / Hana Procházková      |
| (První) Včela strážkyně | soprán (mezzosoprán) | Johana Škarbová / Dagmar Hokeová                         | Lucia Čížková / Lenka Sochorová                         |
| Druhá včela strážkyně | soprán               | –                                                        | –                                                       |
| Krmička | mezzosoprán          | –                                                        | –                                                       |
| Kojička | mezzosoprán          | –                                                        | –                                                       |
| Dva dřepčíci | dva tenory           | –                                                        | –                                                       |
| Kobylka, baletní mistrová | mluvená role         | Helena Joklová / Aranka Hovorová                         | Alena Hrouzková                                         |
| Zlatohlávek, fotograf | mluvená role         | Karel Duchoslav / Rudolf Mošna / Milan Vokřínek          | Jiří Bakala / Jiří Klecker                              |
| Tři moli (resp. pět molů, dva škvoři, Pavouče) (mluvené role), broučci, Pytlíkova kapela, larvičky, pavoučci, pavoučičky, pavoučata, zvířátka, včely, trubci, cvrčíčci, moli (hrané a tančené role) |                      |                                                          |                                                         |
| Dirigent: | Dirigent:            | Jan Štych / Leoš Svárovský                               | Tibor Varga                                             |
| Režie: | Režie:               | Miloslav Nekvasil                                        | Luboš Ogoun                                             |
| Choreografie: | Choreografie:        | Miroslav Kůra                                            | Luboš Ogoun                                             |
| Výprava: | Výprava:             | Vladimír Landa                                           | Vladimír Landa                                          |
| Kostýmy: | Kostýmy:             | Helena Anýžová                                           | Helena Anýžová                                          |

## Instrumentace
2 flétny, hoboje, 3 klarinety, fagot, 2 lesní rohy, 2 trubky + eufonium, pozoun, tuba, tympány, bicí souprava, klavír, smyčcové nástroje.

## Děj opery

### Prolog
Brouk Pytlík sice byl všude a vyzná se ve všem, ze všeho nejlépe se však vyzná v hudbě. Sestavil z malých broučků vlastní dechovou kapelu, které jako nástroje slouží stébla strav a kalíšky květů. Po ukázce jejich umění Brouk Pytlík fundovaně teoreticky rozebere jejich chyby, broučka Toníčka přeřadí od klarinetu k bubínku a vydává se se svým tělesem v pochodovém rytmu na louku.

### 1. díl

#### 1. obraz
Promenáda na louce je poseta stánky a obchůdky, jejichž majitelé se překřikují a vychvalují své zboží a služby. Koktavá řeznice Krtonožka nabízí chutné a výživné žížalí maso, Pavouci předvádějí své látky a nitě, Tesaříci otec a syn dělají reklamu svému stavebnímu družstvu, ba dokonce motýl Smrtihlav vychvaluje kolemjdoucím svůj pohřební ústav. Všechny však přehluší Pytlíkova dětská dechovka. Zatímco některým se tento hudební styl líbí, jiní jsou nadšeni méně a zejména vážení brouci Chroust a Potemník na rozverné a hlučné nově příchozí žehrají a vytýkají Pytlíkovi, že se sebe dělá takového šaška a hastroše. Brouk Pytlík zavelí svému dětskému oddílu do útoku na nepřítele jejich umění. Vypukne velký zmatek. Broučci se před rozzlobenými Chroustem a Potemníkem rozutečou a poschovávají. Oba brouci přísahají Pytlíkovi pomstu.
Po jejich odchodu se broučci váhavě vracejí. Toníček přibíhá vyděšen, protože se schovával pod kamenem a narazil tam na kvílející strašidlo. Ukáže se však, že to je brečící houf malých cvrčíčků, kteří se ztratili mamince. Brouk Pytlík se je jme obveselovat hravou pantomimou. Chce cvrčky svézt na vozíčku, ale malí brouci dřepčíci, které do něho zapřáhne, se ukáží být tak rychlí a překotní, že z projížďky sejde. I tak se Pytlíkovi podaří cvrčíčky rozdovádět tak dokonale, že porazí Krtonožčin stánek. A hrdina hned získává třetí nepřítelkyni v řadě.

#### 2. obraz
Baletní mistryně Kobylka učí svůj dorost skokům. Vše se dařím, jen kobylka Martička má ze skákání strach a nedá si říci. Učitelka si už nad ní zoufá. Brouk Pytlík, který si nenechá ujít příležitost k poučování, předvádí Martičce ukázkovou techniku, skončí však přímo uprostřed potoka. Jeho volání o pomoc má nejprve ten výsledek, že ne sebe upozorní trojici svých pronásledovatelů. A t se za ním po hlase pustí tak bezhlavě, že se ani nenadějí a plácají se sami ve vodě. Mezitím kobylky vytvořily záchrannou expedici, pomocí tykadel vytáhnou pytlíka z vody a ještě mu dopomohou k útěku. zato obyvatelka pobřežní mělčiny Splešťule blátivá je celým tímto povykem pohoršena a přidává se na stranu Pytlíkových pronásledovatelů, kterým pomůže z vody ven.
Pytlík se zatím otřásá z vody, a protože se v ní nachladil, kýchá kolem sebe. To se zalíbí kolem letícím včelám, které potřebují vykropit chodbičky v úle, a tak Pytlíka vezmou a odnesou do svého domova.

#### 3. obraz
Pytlík v úle svědomitě vykropil chodbičky a nyní odpočívá v komůrce. Jedna včela krmička jej omylem považuje za larvičku a hned mu dává medové koláče; a protože Pytlík na každé vyzvání odpovídá dětským hláskem, že ještě nejedl, dostane během chvilky několik porcí – než jej včely odhalí a přidělí mu novou práci, totiž oprašovat včely, které přilétají z výpravy pro nektar. Ale Pytlík málem vyhodí sesbíraný prach – totiž cenný pyl – na smetiště: je jasné, že ani na tuto práci se nehodí.
Umírá stará včelí dělnice. Včely se s ní loučí obřadem, při kterém je přítomna i jejich královna, jež se jinak pohybuje zvolna v průvodu od komůrky ke komůrce a klade vajíčka. I Brouk Pytlík je mezi přítomnými, ale když nalezne koláče přichystané na pohřební hostinu, valnou část jich spořádá- Včely ho honí a Pytlík se ukryje ve velké temné komoře, kde vzbudí trubce – a to dva dny před řádným termínem. V úle zavládne chaos a včely vidí, že je nejvyšší čas dát Pytlíkovi výhost. Sesypou se na něj a žihadly jej vyženou z úlu.

### 2. díl

#### 4. obraz
Brouk Pytlík se nejprve přibelhá celý pobodaný a zmožený útrapami, ale brzy zjišťuje, že se mu vrací čilost na duchu i na těle. Ale obratnosti mezitím nepřibral, takže sotva se rozpřáhne, podaří se mu zbořit již téměř dostavěný dům otce a syna Tesaříků. Ti si na něj došlápnou: protože musí dům postavit znovu podle nových plánů, ať jim je Pytlík připraví. Nechají ho s čtvrtkou papíru a tuší, ale Pytlíka, který si neví rady, přepadne únava. Při usínání navíc kalamář převrhne. To se zalíbí pěti molům: tančí po papíře a zanechávají za sebou stopy a čáry. Tesaříci se vracejí, jsou plánem nadšeni a ihned se pustí do práce podle něj. Nová stavba je bizarní umělecké dílo. Bohužel ale nemá dlouhé trvání. Dorazí totiž pytlíkovi čtyři pronásledovatelé, a když se sám „pan architekt“ zachrání útěkem, odnese za něj jejich hněv alespoň stavba postavená podle jeho plánu.

#### 5. obraz
Na velké pavučině si pod dohledem rodičů hrají mladí pavoučci. Do toho se jim připlete prchající Brouk Pytlík: je objemný a pavučina, do které se zamotá, se pod jeho váhou roztrhá. Pytlík nemá z pavouků strach, naopak vidí příležitost, jak se blýsknout další ze svých četných dovedností. Ale ukázka provazochodeckého umění skončí neúspěšně – poté, co svou balanční tyčí uhodí všechny okolo, opět spadne. Přitom obdivuje, jak pavouci snovají svá vlákna, a vidí, že předtím snědí starou pavučinu. Chce je napodobit, a tak také sežere kus pavučiny. Ale místo toho, aby upředl vlastní nit, se mu udělá velmi špatně od žaludku. Pytlík už má za to, že udeřila jeho poslední hodinka.

#### 6. obraz
Poblíž se koná pohřeb ptáčka. Smuteční obřad vede Smrtihlav. Brouk Pytlík se celý rozbolavělý probudí a je přesvědčen, že zemřel a že je to jeho vlastní pohřeb. To se málem stane pravdou, protože jej právě dostihují jeho čtyři pronásledovatelé Potemník, Chroust, Krtonožka a Splešťule blátivá. Ti jej chtějí hodit do vykopaného hrobu a nechat pohřbít zaživa. Naštěstí se ale objeví Pytlíkovi věrní kamarádi, broučci s kobylkami, a společně Pytlíka osvobodí a jeho nepřátele zaženou. Brouk Pytlík, který přestál už tolik nástrah a svízelí, je opět ve své kondici, sestavuje znovu svou kapelu a řídí její veselou závěrečnou produkci.